# Васубандгу
Васуба́ндгу (? — ?) — гандхарський буддистський мислитель 4 століття, один із центральних теоретиків школи йогачара, молодший брат мислителя Асанги.

## Короткі відомості
Васубандгу народився у 1-й половині 4 століття у країні Гандхарі, місті Пурушапурі, у сім'ї брахмана Каучіки. В юнацькому віці він потрапив у монастир буддистської школи Сарвастівади, течії хінаяни, де вивчав Абгідгарму за зводом Махавібхаші. Незадоволений навчанням, Васубандгу вирішив зібрати матеріали про Абгідгарму самостійно і написав у віршах трактат «Абгідгарма-коша» зі своїми коментарями. У трактаті містився детальний огляд предмету, а також критика окремих положень Махавібхаші з позицій школи Саутрантіка, з вчителями та представниками якої він активно спілкувався.
Під час роботи над «Абгідгарма-кошею» Васубандгу подорожував різними містами і монастирями Індії. Зустрівшись зі своїм учителем Буддхамітрою, він критикував махаяну. Вістря критики було скероване на трактат його брата Асанги про систему йогачара, який Васубандгу вважав занадто громіздким і складним. Проте згодом молодий критик сам навернувся до махаяни. Згідно з буддистськими переказами одного разу Асанга, вдаючи з себе хворого, викликав Васубандгу до рідного міста і нав'язав йому діалог. Розмова велася про махаяну і молодший брат зрозумів її переваги перед хінаяною. Швидко опанувавши махаяністське вчення, Васубандгу каявся у своїму минулому невігластві так, що навіть збирався відрізати собі язика, але Асанга запропонував йому використовувати його для поширення опанованого вчення. Васубандгу послухався і після смерті Асанги написав коментарі до багатьох махаянстських сутр, а також власні трактати. Вивчаючи махаяну, він упорядкував коментарі до Акшаяматрінірдеша-сутри і Даша-бхуміки, а потім зайнявся детальним описом фундаментальних основ йогачари.
Після написання «Абгідгарма-коші» Васубандгу користувався популярністю при дворі правителів династії Гупта — Вікрамадіт'я і Баладіт'я. У біографіях Васубандгу докладно розповідається, як він багаторазово перемагав в інтелектуальних суперечках з представниками різних шкіл і отримував від правителів великі грошові винагородження. Зокрема, у переказах Чандра Гупта II нагородив його 300 тисячами золотих монет за перемогу над школою самкх'я. Ставши багатим, Васубандгу використовував гроші для заснування нових монастирів і благодійної діяльності. За це після смерті його було визнано бодхісаттвою, а у деяких сектах — другим буддою після Шак'ямуні.
Помер Васубандгу у 80-річному віці, наприкінці 4 століття. Його трактати «Трімшіка» (唯識三十頌) і «Вімшатіка» (唯識二十頌) справили великий вплив на розвиток східноазійського буддизму. Серед фундаментальних праць Васубандгу вирізяють:
- Махаяна-самграха (Mahāyāna-samgraha)
- Даша-бхумікабхас'я (Daśabhūmikabhāsya)
- Чатухшатака-шастра (Catuhśataka-śāstra)
- Махаяна шатадхарма-пракашамукха шастра (Mahāyāna śatadharmā-prakāśamukha śāstra)
- Амітаюс-сутропадеша (Amitayus sutropadeśa)
- Сукхавати-в'юхопадеша (Sukhāvatī-vyūhopadeśa)